# Ranil Wickremesinghe
Ranil Wickremesinghe (cingalés: රනිල් වික්රමසිංහ, Tamil: ரணில் விக்ரமசிங்க, nacido el 24 de marzo de 1949) es un político de Sri Lanka que ejerció como presidente de Sri Lanka, desde el 21 de julio de 2022 hasta el 23 de septiembre de 2024, simultáneamente ocupó los cargos de ministro de Defensa, Tecnología, Finanzas, Estabilización Económica, Políticas Nacionales y Asuntos Económicos de Sri Lanka.
Ha sido primer ministro de Sri Lanka en cinco ocasiones. Es un miembro del Partido Nacional Unido, fue nombrado líder del partido en noviembre de 1994. Es también el líder del Frente Nacional Unido después de haber sido nombrado jefe de la alianza en octubre de 2009.

## Biografía

### Familia
Ranil Shriyan Wickremasinghe es el segundo hijo de Esmond y Nalini Wickremesinghe. Esmond Wickremesinghe fue un barón de la prensa, un ex Samasamajist y supremo del grupo de periódicos Lake House. Su tío paterno Lakshman Wickremesinghe fue un obispo de la Iglesia de Sri Lanka. Su línea materna consistió en barones de periódicos y terratenientes, los Wijewardenas, que eran cingaleses budistas. Su abuelo materno fue DR Wijewardena, el fundador del imperio editorial Lake House, activista en favor de la independencia y un financiero del movimiento de independencia. Era sobrino de J. R. Jayewardene, más tarde Presidente de Sri Lanka.